# Internationaal Soepfestival

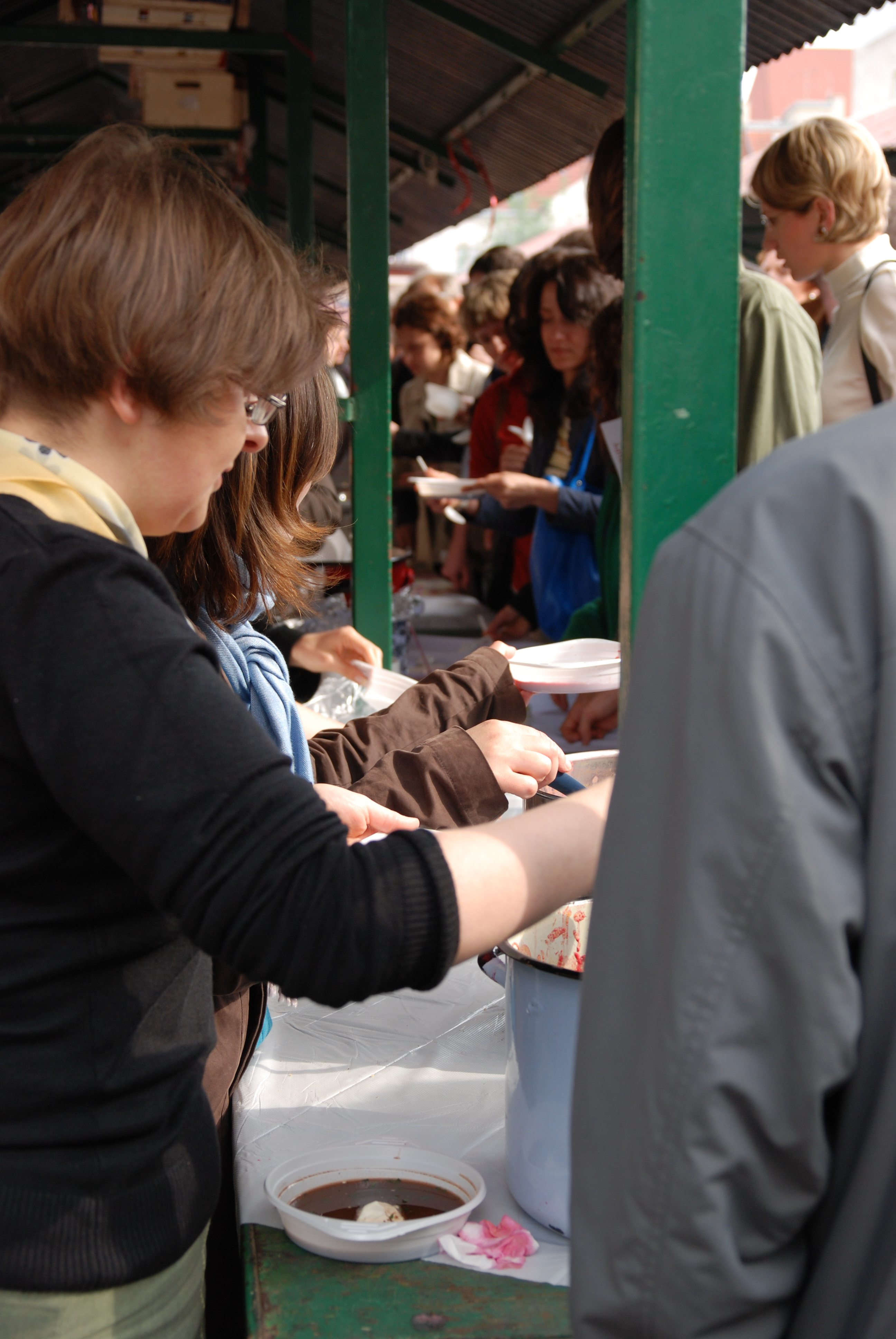
Soepuitdeling tijdens het festival

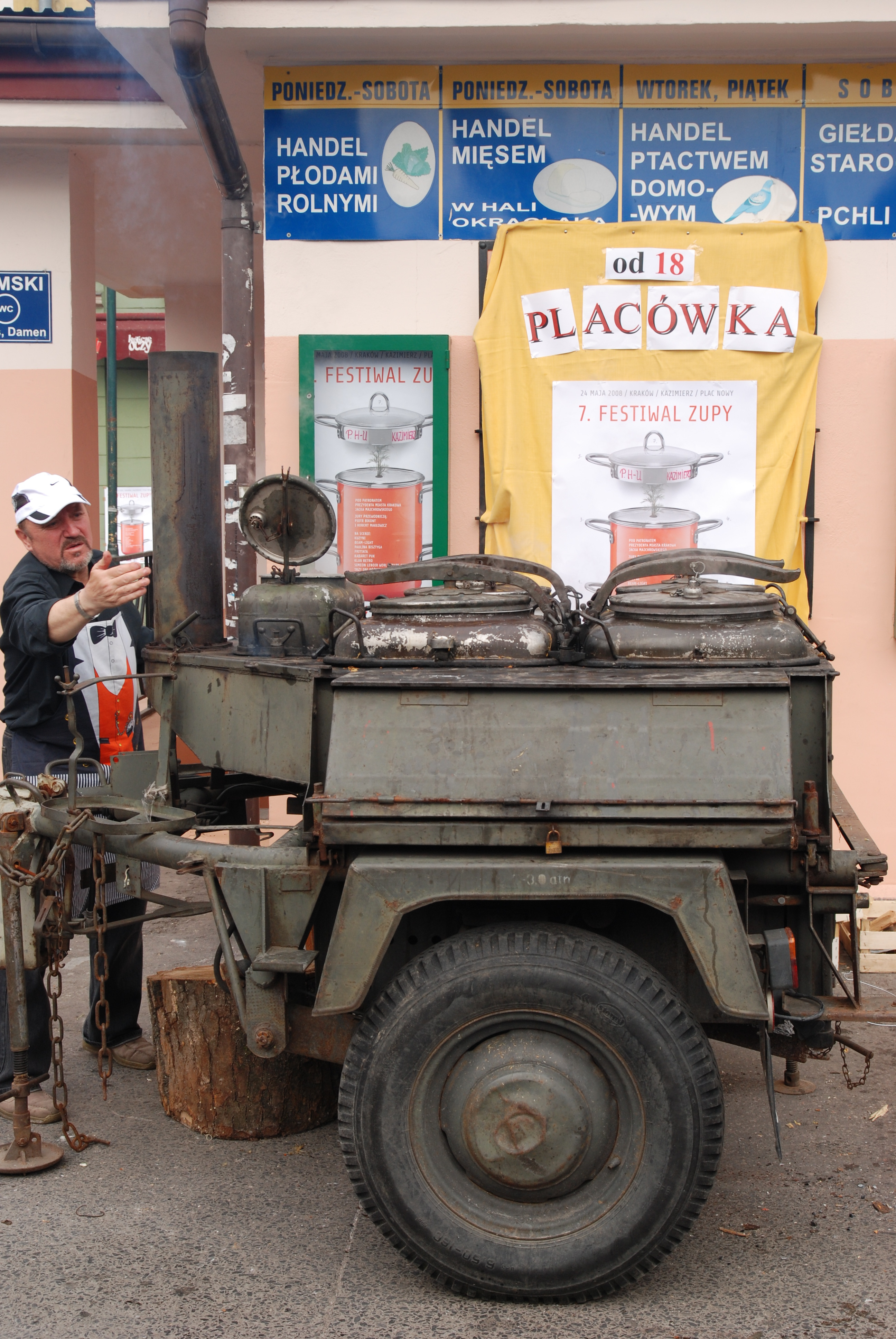
Het koken van soep in een veldkeuken

Het Internationaal Soepfestival (Pools: Międzynarodowy Festiwal Zupy) is een Pools festival dat sinds 2002 jaarlijks eind mei wordt georganiseerd op Plac Nowy in de Krakause wijk Kazimierz.
Tijdens het festival maken restauranthouders verschillende soepen, die het publiek gratis mag proeven. Tijdens de proeverij treden muziekgroepen op. Individuele deelnemers maken minimaal 10 liter, restauranthouders minimaal 30 liter. De drie beste soepen winnen een gouden, zilveren en bronzen patera. In 2007 bezochten ongeveer 30 duizend bezoekers het festival.